# Бой в градски условия
Боят в градски условия е въоръжен сблъсък, който се води в градски райони. Той се различава от битката на открито както на оперативно, така и на тактическо ниво. Усложняващите фактори включват присъствието на цивилни и сложността на градския терен. Градските бойни операции могат да се провеждат с цел извличане на стратегически или тактически предимства, свързани с владението или контрола върху определена градска зона или за отказ на тези предимства на противника.
Боят в градските райони отменя предимствата, които едната страна може да има пред другата в бронята, тежката артилерия или въздушната поддръжка. Засадите от малки групи войници с ръчни противотанкови оръжия, могат да унищожат цели колони от съвременна бронирана техника (както в Първата битка при Грозни). Артилерията и въздушната поддръжка могат да бъдат силно ограничени, ако атакуващата страна цели да се ограничат цивилните жертви, а за защитаващата страна това не е важно (или дори използва цивилни като човешки щит).
Понякога е възможно трудно разграничаване на цивилни от въоръжени милиции и банди, и по-специално хора, които просто се опитват да защитят домовете си от нападатели. Тактиките се усложняват от триизмерната среда, ограничената видимост, пожари, улеснено прикриване и защита за защитниците, инфраструктура под земята и снайперисти.